# 尤奇卡农村居民点
尤奇卡农村居民点（俄语：Сельское поселение Ючкинское）是俄罗斯联邦沃洛格达州沃热加区所属的一个农村居民点。其下辖有17个居民点，行政中心为尤奇卡。据2015年统计，该农村居民点的人口为740人。